# Annals of Oncology
Annals of Oncology, abgekürzt Ann. Oncol., ist eine wissenschaftliche Fachzeitschrift, die vom Elsevier Verlag (früher: Oxford-University-Press-Verlag) veröffentlicht wird. Derzeit erscheint die Zeitschrift mit zwölf Ausgaben im Jahr. Es werden Arbeiten aus allen Bereichen der Krebsforschung veröffentlicht.
Annals of Oncology ist die offizielle Zeitschrift der European Society for Medical Oncology und seit 2008 auch der Japanischen Gesellschaft für Medizinische Onkologie (JSMO). 
Der Impact Factor lag im Jahr 2016 bei 11,86. Nach der Statistik des ISI Web of Knowledge wird das Journal mit diesem Impact Factor in der Kategorie Onkologie an zehnter Stelle von 217 Zeitschriften geführt.